# Équipe des États-Unis olympique de soccer
Cet article traite de l'équipe masculine. Pour l'équipe féminine, voir Équipe des États-Unis féminine de soccer des moins de 23 ans.
Maillots
L'équipe des États-Unis olympique de soccer représente les États-Unis dans les compétitions de soccer espoirs comme les Jeux olympiques d'été, où sont conviés les joueurs de moins de 23 ans.

## Parcours lors des Jeux olympiques
Depuis les Jeux olympiques d'été de 1992, le tournoi est joué par des joueurs de moins de 23 ans.
| Soccer aux Jeux olympiques | Soccer aux Jeux olympiques     | Soccer aux Jeux olympiques | Soccer aux Jeux olympiques | Soccer aux Jeux olympiques | Soccer aux Jeux olympiques | Soccer aux Jeux olympiques | Soccer aux Jeux olympiques | Soccer aux Jeux olympiques |
| Année                      | Tour                           | Classement                 | J                          | G                          | N                          | P                          | Bp                         | Bc                         |
| -------------------------- | ------------------------------ | -------------------------- | -------------------------- | -------------------------- | -------------------------- | -------------------------- | -------------------------- | -------------------------- |
| 1992                       | 1er tour                       | 13                         | 3                          | 1                          | 1                          | 1                          | 6                          | 6                          |
| 1996                       | 1er tour                       | 14                         | 3                          | 1                          | 1                          | 1                          | 4                          | 4                          |
| 2000                       | Demi-finale                    | 4                          | 6                          | 1                          | 3                          | 2                          | 9                          | 11                         |
| 2004                       | Non qualifiée                  | -                          | -                          | -                          | -                          | -                          | -                          | -                          |
| 2008                       | 1er tour                       | 14                         | 3                          | 1                          | 1                          | 1                          | 4                          | 4                          |
| 2012                       | Non qualifiée                  | -                          | -                          | -                          | -                          | -                          | -                          | -                          |
| 2016                       | Non qualifiée                  | -                          | -                          | -                          | -                          | -                          | -                          | -                          |
| 2020                       | Non qualifiée                  | -                          | -                          | -                          | -                          | -                          | -                          | -                          |
| 2024                       | Quart de finale                | -                          | 4                          | 2                          | 0                          | 2                          | 7                          | 8                          |
| 2028                       | Qualifiée d'office (pays hôte) | -                          | -                          | -                          | -                          | -                          | -                          | -                          |
| 2032                       | À venir                        | -                          | -                          | -                          | -                          | -                          | -                          | -                          |
| Total                      | 6/11                           | Aucune médaille            | 19                         | 6                          | 6                          | 7                          | 30                         | 33                         |